# Pałac w Monasterzyskach
Pałac w Monasterzyskach – wybudowany w stylu klasycystycznym, w 1780 przez Ludwikę Potocką przetrwał do 1914, kiedy spłonął podpalony przez Kozaków. W 1918 rozpoczęto odbudowę obiektu, której nie dokończono.